# Allan Zeman
Pour les articles homonymes, voir Zeman.
Allan Zeman, GBS, juge de paix, (nom chinois : 盛智文 ; né en 1949) est un homme d'affaires de Hong Kong.
Il est connu à Hong Kong comme « le père de Lan Kwai Fong (蘭桂坊之父) ».

## Biographie
Allan Zeman, d'origine juive, naît à Ratisbonne en Allemagne, et est élevé à Montréal, au Canada, où sa mère travaille dans un hôpital.
Son père meurt alors qu'il n'a que huit ans, et il doit se mettre à travailler dès l'âge de dix ans.
En octobre 2021, son nom est cité dans les Pandora Papers.